# Boris Andreevič Babočkin
Boris Andreevič Babočkin (Saratov, 18 gennaio 1904 – Mosca, 17 luglio 1975) è stato un regista cinematografico sovietico.

## Filmografia parziale

### Regista
- Rodnye polja (1944)[1]
- Povest' o Neistovom (1947)